# Nicola Caputo (vescovo)
Nicola Caputo o Caputi (Napoli, 3 febbraio 1774 – Lecce, 6 novembre 1862) è stato un vescovo cattolico italiano.

## Biografia
Nato da Salvatore, marchese di Cerveto e Marianna Cacciatore, studiò legge a Napoli dove esercitò la professione e si avvicinò alla vita politica della città, fu la rivoluzione del 1779 a indurre una crisi spirituale che lo porterà al cammino spirituale. Rinunciando al titolo di marchese verrà proclamato sacerdote nel 1800.
Nel giugno del 1818 Ferdinando I lo aveva già proposto per la nomina a vescovo di Tropea, ma con un decreto regio del 14 settembre ne dispose la nomina per la diocesi di Lecce. Conseguita la laurea in teologia presso l'università di Napoli il 4 nov. 1818 e consacrato vescovo, giunse a Lecce nel 1819.
Il Caputo durante il suo vescovato si ritrovò ad affrontare una situazione difficile a causa dei moti liberali, fu eletto poi consigliere di Stato nella terna dei vescovi da parte dello stesso Parlamento che nella seduta del, 6 nov. 1820 gli esprimeva somma riconoscenza per la fattiva collaborazione e per l'opera di persuasione a favore del nuovo governo svolta in diocesi per mezzo di lettere pastorali e di indirizzi al clero. Nella reazione che seguì, Ferdinando I, sottoponendo nel luglio 1821 alla S. Sede i risultati di una inchiesta sul comportamento dell'episcopato durante il periodo rivoluzionario, notava che il C., aveva con ciò confermato, secondo il sovrano, le tradizioni rivoluzionarie della famiglia e si era lasciato sopraffare dai carbonari.
Quando nel 1848 i moti politici sconvolsero nuovamente il Caputo benedisse la bandiera costituzionale, ma mantenne una linea di condotta ispirata ad un conscio disimpegno politico, anche se successivamente, iniziata la reazione, intervenne come testimone a favore dei patrioti leccesi protagonisti dei fatti del 1848.

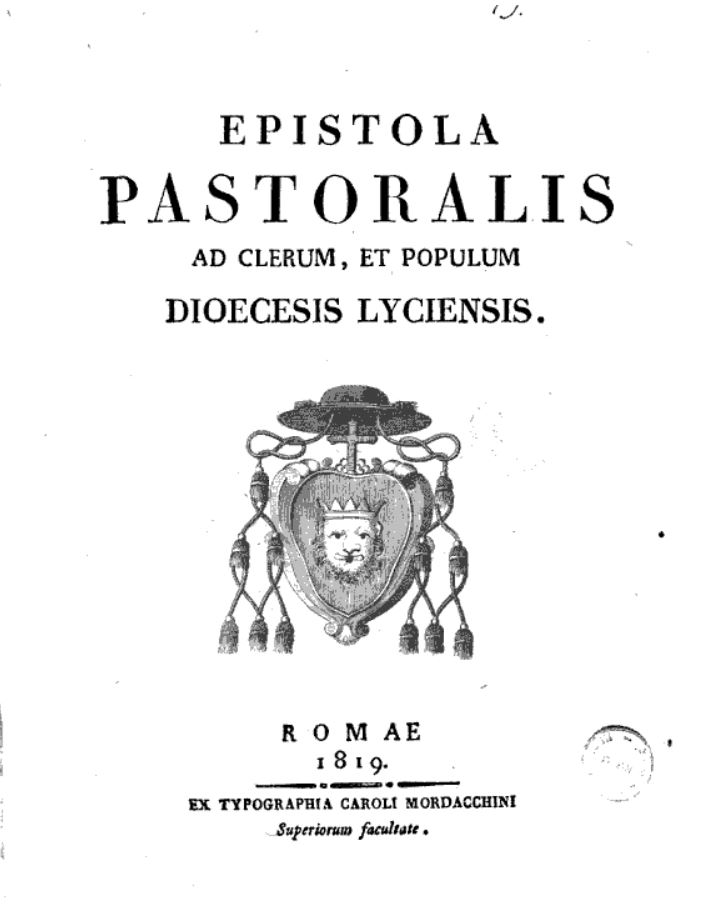
Epistola Pastoralis di Nicola Caputi

Tale atteggiamento fece interpretare in chiave del tutto politica il viaggio che nel 1856 il Caputo fu costretto ad affrontare per recarsi da Ferdinando II e il cardinale Giuseppe Cosenza. In proposito anzi Antonio Scialoia nel suo Note e confronti dei bilanci del Regno di Napoli e degli Stati sardi (Torino 1857) indicava come emblematico della reazionaria politica borbonica il caso di monsignor Caputo. In realtà già nel 1855, in seguito a una richiesta dell'Antonelli, era stata promossa dal nunzio di Napoli un'inchiesta sul conto del Caputo e Pio IX aveva personalmente prospettato a Ferdinando II la possibilità di far dimettere il vescovo dalla carica o di dargli un coadiutore in considerazione dell'età avanzatissima e dei ricorsi relativi alla cattiva amministrazione della diocesi.
Successivamente dopo il successo della spedizione dei Mille, il Caputo si distinse tra i vescovi tutti filoborbonici, poiché nel 1860 firmò insieme ad altri sacerdoti un Indirizzo a Garibaldi, in cui si manifestava rispetto per l'autorità costituita e si sottolineavano il carattere e la funzione prettamente apostolici del ministero sacerdotale. E uguale tono ebbe l'altro indirizzo a Vittorio Emanuele II del 16 novembre successivo.
Caputo morì a Lecce il 6 novembre 1862.
La famiglia Caputo in Argentina discende dalla famiglia di N II cola Caputo. Lo sono il ministro d'economìa Luis Caputo, collaboratore del presidente Javier Milei, Santiago Caputo e l'imprenditore Nicolás Caputo.